# Hogere zandgronden

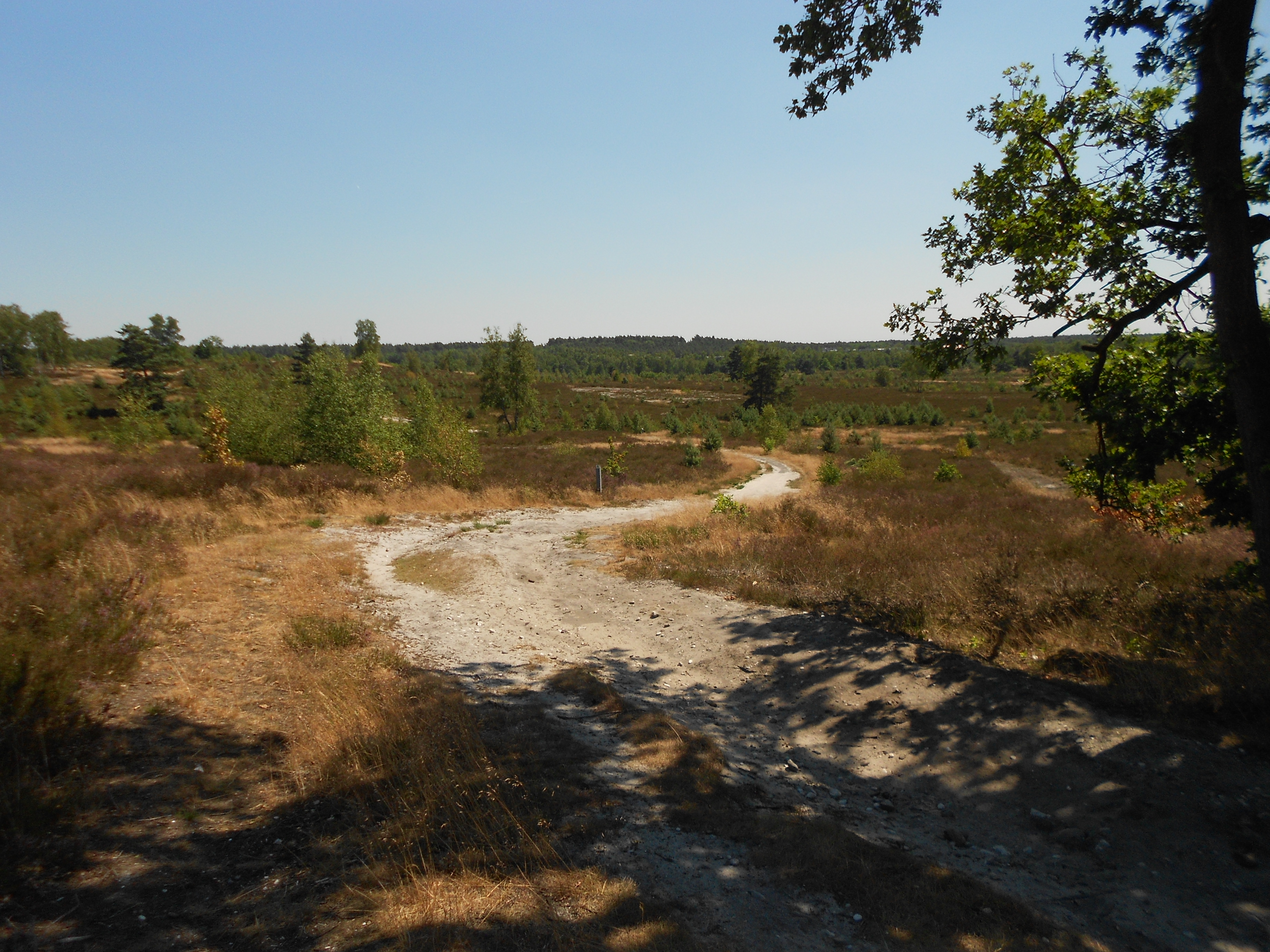
Natuurgebied de Teut in Zonhoven

Hogere zandgronden of hoge zandgronden zijn hooggelegen gebieden met een zandige ondergrond. In Nederland en België komt dit landschapstype veel voor in de oostelijke provincies, o.m. ten zuiden van de Benedenmaas (bijv. de Kempen in Antwerpen, Noord-Brabant en Belgisch-Limburg) en ten oosten van de IJssel (in Gelderland, Overijssel en Drenthe).
Het huidige reliëf ontstond aan het einde van het Pleistoceen (±10.000 jaar geleden). In koude periodes of "glacialen" stroomden de rivieren sneller, waardoor ze zich insneden. In warmere periodes of "interglacialen" stroomden ze trager, waardoor ze sediment afzetten en vaak nieuwe beddingen moesten vormen. Zo werden de rivierdalen achtereenvolgens verdiept en verbreed. De gebieden buiten de dalen werden echter onbereikbaar voor vruchtbaar sediment en voedzaam rivierwater. Bovendien kon het regenwater er snel wegsijpelen, of kwam het daarentegen samen in stilstaande vennen.
Dit landschapstype is dan ook nauwelijks vruchtbaar. Zonder ingrijpen van de mens groeit er enkel lage vegetatie zoals mossen, grassen en heide. Tot 1800 waren veel zandgronden slechts bruikbaar om vee te grazen en hout te sprokkelen. Ze werden daarom niet verdeeld onder landeigenaars; ze waren gemeenschappelijke bezit en werden aangeduid als "gemene gronden". In de 19e eeuw werd hun cultivatie noodzakelijk geacht. Daarom werden toen, in de Lage Landen maar ook daarbuiten, veel zandgebieden nuttig gemaakt door middel van bemesting, bevloeiing en beplanting. Slechts kleine gedeeltes bleven in hun oorspronkelijke staat, zie Heidegebieden in Nederland en België.

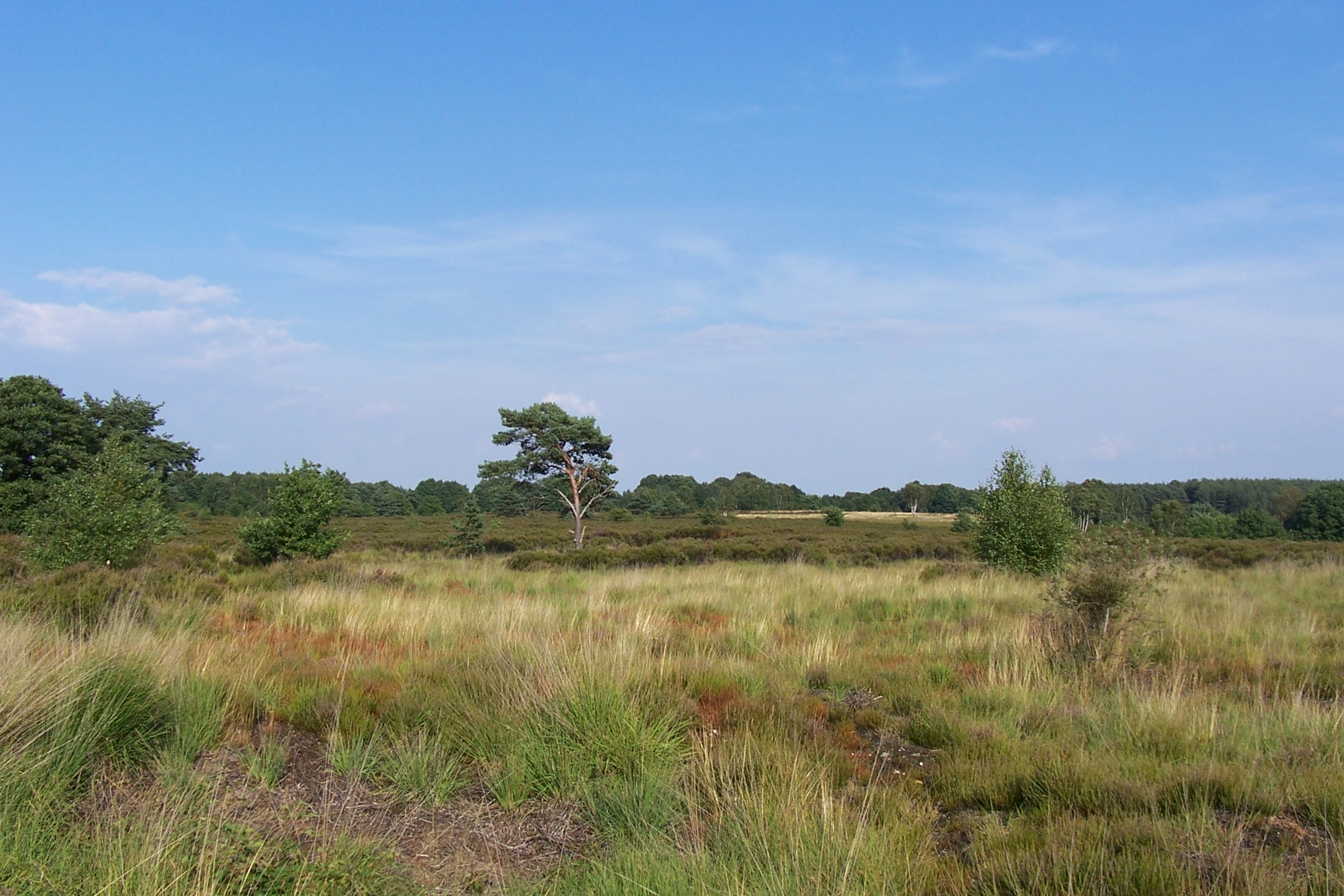
De Mechelse Heide in Maasmechelen
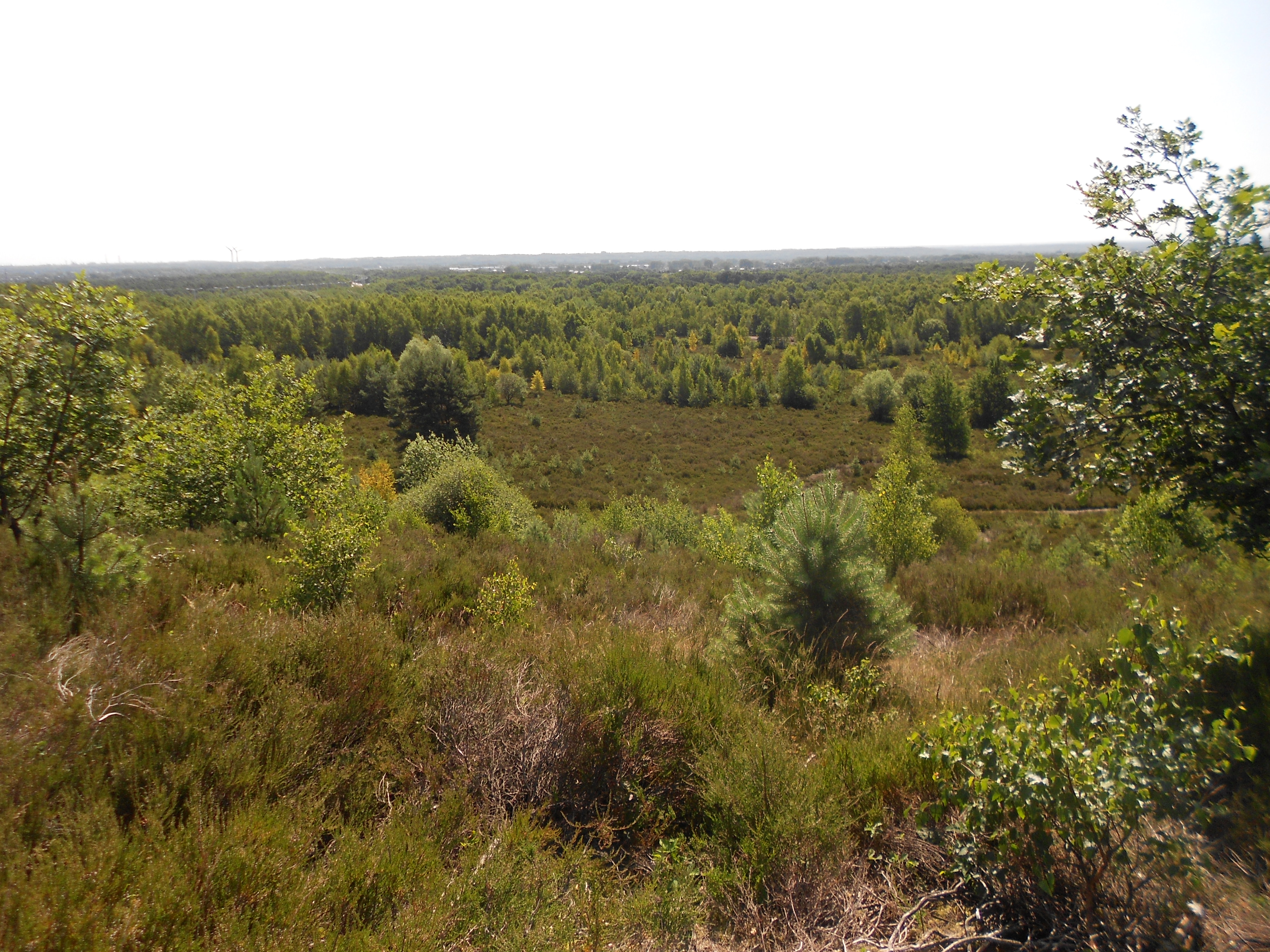
Het Nationaal Park Hoge Kempen
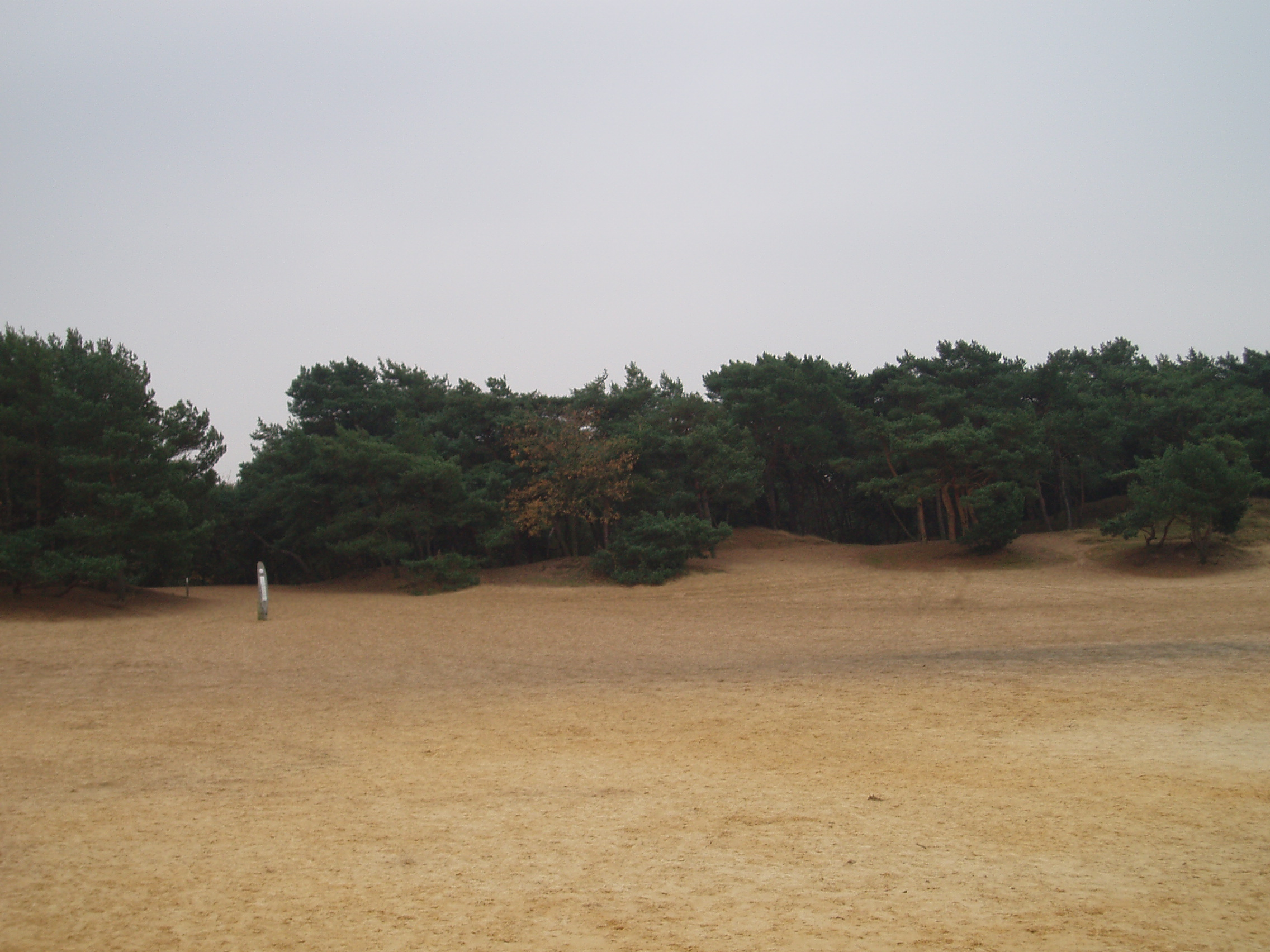
De Sahara in Lommel
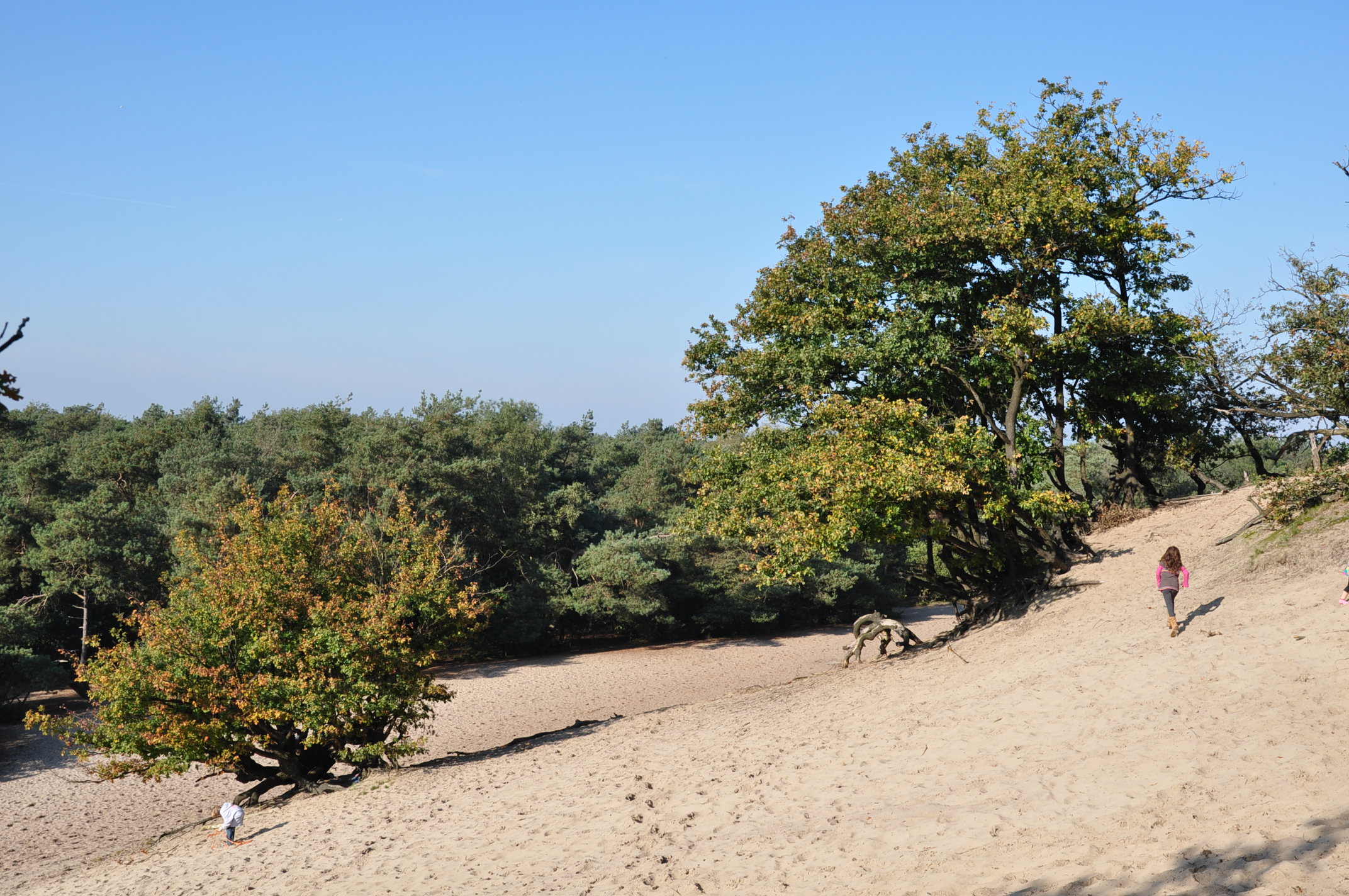
Duinvorming in de Bedafse Bergen
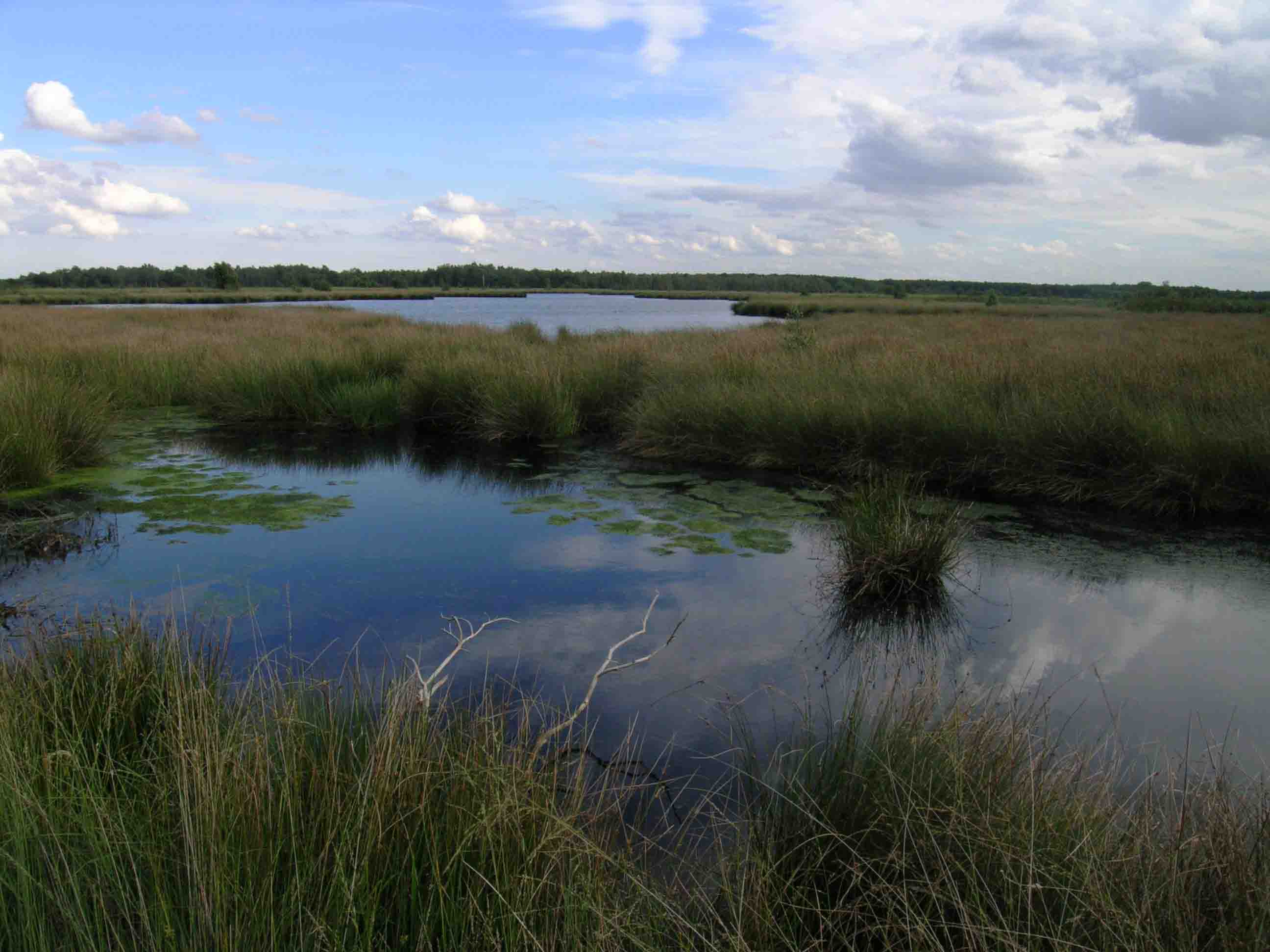
Veengebied in de Peel
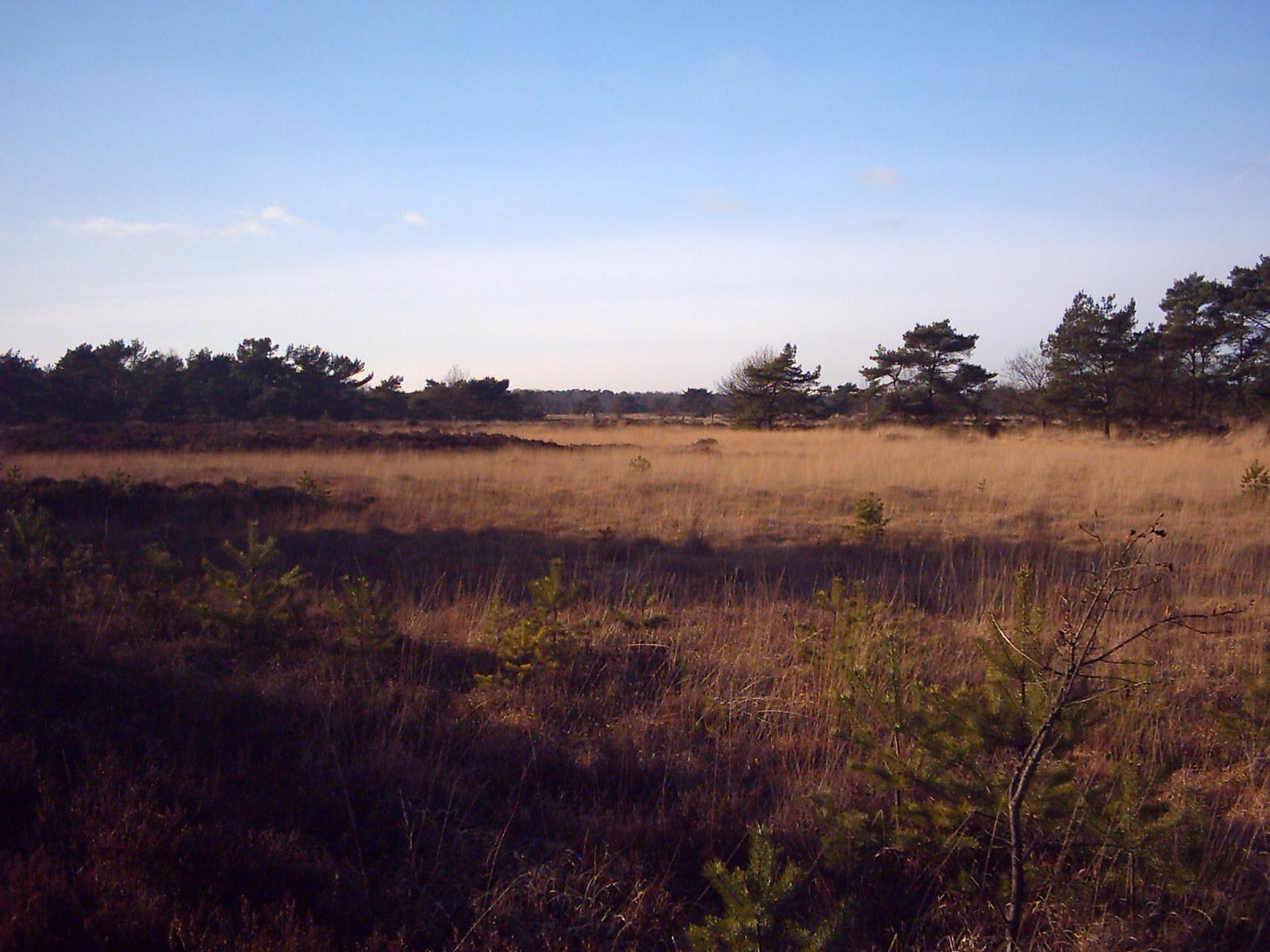
De Kalmthoutse Heide